# Distretto di Lom Kao
Il distretto di Lom Kao (in thailandese: อำเภอหล่มเก่า) è un distretto (amphoe) della Thailandia, situato nella provincia di Phetchabun.